# PFK Litex Lovecs
A Litex Lovecs (bolgárul: Професионален Футболен Клуб Литекс Ловеч) egy bolgár labdarúgócsapat, székhelye Lovecs városában található. Jelenleg a bolgár másodosztályban szerepel.
A bolgár csapat eddig 4 alkalommal nyerte meg a bolgár labdarúgó-bajnokságot, illetve négy alkalommal hódította el a bolgár kupát is.

## Korábbi elnevezései
- 1921–1924: Hiszarja
- 1924–1929: Todor Kirkov
- 1929–1932: Pobeda-Kirkov
- 1932–1949: Kirkov
- 1949–1979: Torpedo
- 1979–1991: Oszam
- 1991–1995: LEKSZ Lovecs
- 1995–1996: FK Lovecs

1996 óta jelenlegi nevén szerepel.

## Története
A csapatot 1921-ben Hiszarja név alatt alapították, amely 1923-ban játszotta első hivatalos mérkőzését. A következő ötven év során a klub számos névváltozáson esett át, majd 1979-ben felvette az Oszam nevet, mely az első sikerek előszelének bizonyult: a stabil másodosztályú csapat többször is közel került ahhoz, hogy az élvonalba jusson.
1991-ben a LEKSZ nevű cég karolta fel az egyesületet. Rengeteg pénz és számos tehetséges, fiatal játékos érkezett, melynek eredménye az lett, hogy a több mint egy évtizedes álom 1994-ben valóra vált, a lovecsi szurkolók bolgár élvonalbeli mérkőzéseken buzdíthatták kedvenceiket. Az első osztályban bemutatkozó LEKSZ a 11. helyen zárt.
Bár a szurkolók a narancssárga-fehér mezben pompázó kedvenceik fellendülését várták, a csapat kiesett a másodosztályba. A LEKSZ megvonta anyagi támogatásait, a klub FK Lovecsre keresztelkedett. A fordulópontot a lovecsi olajmágnás és üzletember, Grisa Gancsev felbukkanása jelentette. Felvásárolta a klubot, majd Litex néven megkezdte egy új, sikeresebb csapat kiépítését.
A Litex játékospiacán őrületes mozgás kezdődött. Az előző idény szinte minden játékosa elhagyta a klubot, helyükre számos új, ígéretes fiatal játékos érkezett, akik kiváló játékkal és nagy fölénnyel megnyerték a másodosztályú pontvadászatot, a ligakupa döntőjéig meneteltek, valamint egészen a bolgár kupa negyeddöntőjéig repítették a csapatot.
A Litex szárnyalását a legjobb bolgár klubok sem tudták megfékezni. Az élvonalbeli pontvadászatban brillírozó lovecsi alakulat sporttörténeti tettet hajtott végre, és újonc csapatként megnyerte a bajnokságot. A gólkirály a csapat középcsatára, Dimcso Beljakov lett 21 góllal, a csapat irányító középpályása, Sztojcso Sztoilov pedig a legjobb játékos címét nyerte el. A következő idényben a nemzetközi futballélet vérkeringésébe bekapcsolódó Litex a selejtezőből továbbjutott ugyan, de a következő körben megsemmisítő vereséget szenvedett az orosz Szpartak Moszkva ellenében. Az európaikupa-kudarc ellenére a „narancsszínűek” megvédték bajnoki címüket, és újabb történelmi tettet hajtottak végre, mikor beverekedték magukat a bolgár kupa döntőjébe.
A 2000-es években a Litesz kevésbé az élvonalbeli pontvadászat, mindinkább a bolgár kupában jeleskedett, melyet négyszer nyert meg.

## Sikerei

### Nemzeti
- Bolgár bajnok:

4 alkalommal (1998, 1999, 2010, 2011)
- Bolgárkupa-győztes:

4 alkalommal (2001, 2004, 2008, 2009)

## Eredményei

### Európaikupa-szereplés

#### Összesítve
| Kupa            | J  | GY | D  | V  | LG–KG |
| --------------- | -- | -- | -- | -- | ----- |
| Bajnokok Ligája | 8  | 4  | 0  | 4  | 15–18 |
| Európa-liga     | 12 | 3  | 3  | 6  | 11–17 |
| UEFA-kupa       | 44 | 20 | 10 | 14 | 67–43 |
| Összesítve      | 64 | 27 | 13 | 24 | 93–78 |

#### Szezonális bontásban
| Idény     | Kupa            | Forduló          | Klub                      | 1. mérk. | 2. mérk.   |
| --------- | --------------- | ---------------- | ------------------------- | -------- | ---------- |
| 1998–1999 | Bajnokok Ligája | 1. selejtezőkör  | Halmstads BK              | 2–0      | 1–2        |
| 1998–1999 | Bajnokok Ligája | 2. selejtezőkör  | Szpartak Moszkva          | 0–5      | 2–6        |
| 1999–2000 | Bajnokok Ligája | 1. selejtezőkör  | Glentoran                 | 3–0      | 2–0        |
| 1999–2000 | Bajnokok Ligája | 2. selejtezőkör  | Widzew Łódź               | 4–1      | 1–4        |
| 2001–2002 | UEFA-kupa       | Selejtező        | Longford Town             | 1–1      | 2–0        |
| 2001–2002 | UEFA-kupa       | 1. forduló       | Inter Bratislava          | 0–1      | 3–0        |
| 2001–2002 | UEFA-kupa       | 2. forduló       | Union Berlin              | 2–0      | 0–0        |
| 2001–2002 | UEFA-kupa       | 3. forduló       | AÉK                       | 2–3      | 1–1        |
| 2002–2003 | UEFA-kupa       | Selejtező        | Atlantas                  | 5–0      | 3–1        |
| 2002–2003 | UEFA-kupa       | 1. forduló       | Panathinaikósz            | 0–1      | 1–2 (h.u.) |
| 2003–2004 | UEFA-kupa       | Selejtező        | Zimbru Chişinău           | 0–0      | 0–2        |
| 2004–2005 | UEFA-kupa       | 2. selejtezőkör  | Željezničar Sarajevo      | 2–1      | 7–0        |
| 2004–2005 | UEFA-kupa       | 1. forduló       | Grazer AK                 | 0–5      | 1–0        |
| 2005–2006 | UEFA-kupa       | 2. selejtezőkör  | NK Rijeka                 | 1–0      | 1–2 (h.u.) |
| 2005–2006 | UEFA-kupa       | 1. forduló       | KRC Genk                  | 2–2      | 1–0        |
| 2005–2006 | UEFA-kupa       | Csoportkör       | Grasshopper               | 2–1      | 2–1        |
| 2005–2006 | UEFA-kupa       | Csoportkör       | Dnyipro Dnyipropetrovszk  | 2–0      | 2–0        |
| 2005–2006 | UEFA-kupa       | Csoportkör       | AZ                        | 0–2      | 0–2        |
| 2005–2006 | UEFA-kupa       | Csoportkör       | Middlesbrough             | 0–2      | 0–2        |
| 2005–2006 | UEFA-kupa       | 16 közé jutásért | RC Strasbourg             | 0–2      | 0–0        |
| 2006–2007 | UEFA-kupa       | 1. selejtezőkör  | FC Koper                  | 1–0      | 5–0        |
| 2006–2007 | UEFA-kupa       | 2. selejtezőkör  | Omónia                    | 0–0      | 2–1        |
| 2006–2007 | UEFA-kupa       | 1. forduló       | Makkabi Haifa             | 1–1      | 1–3        |
| 2007–2008 | UEFA-kupa       | 1. selejtezőkör  | Sliema Wanderers          | 3–0      | 4–0        |
| 2007–2008 | UEFA-kupa       | 2. selejtezőkör  | Besa Kavajë               | 3–0      | 3–0        |
| 2007–2008 | UEFA-kupa       | 1. forduló       | Hamburger SV              | 0–1      | 1–3        |
| 2008–2009 | UEFA-kupa       | 1. selejtezőkör  | Hapóél Ironi Kirjat Smóná | 0–0      | 2–1        |
| 2008–2009 | UEFA-kupa       | 2. selejtezőkör  | Aston Villa               | 1–3      | 1–1        |
| 2009–2010 | Európa-liga     | Rájátszás        | BATE Bariszav             | 1–0      | 0–4 (h.u.) |
| 2010-2011 | Európa-liga     | Rájátszás        | Debrecen                  | 0-2      | 1–2        |
| 2011-2012 | Európa-liga     | Rájátszás        | Dinamo Kijev              | 1–2      | 1-0        |
| 2014-2015 | Európa-liga     | 1. selejtezőkör  | Veris Chisinau            | 0–0      | 3–0        |
| 2014-2015 | Európa-liga     | 2. selejtezőkör  | Diósgyőr                  | 0–2      | 2–1        |
| 2015-2016 | Európa-liga     | 1. selejtezőkör  | Jelgava                   | 1–1      | 2–2        |

Megjegyzés: Csak az Európai Labdarúgó-szövetség (UEFA) által szervezett európai kupák eredményeit tartalmazza. Az eredmények minden esetben a Litex Lovecs szemszögéből értendőek, a félkövéren jelölt mérkőzéseket pályaválasztóként játszotta.